# A bagolyház
A bagolyház (eredeti cím: The Owl House) egy 2020 és 2023 között vetített amerikai televíziós számítógépes animációs sorozat, amelyet a Disney Television Animation gyártott, és a Disney–ABC Domestic Television forgalmazott. Alkotója Dana Terrace, aki korábban a Rejtélyek városkája és a 2017-es Kacsamesék című sorozatoknak volt az írója és rendezője.
A sorozat 2020. január 10-én jelent meg először a Disney Channel-en. 2019 novemberében, még a sorozat debütálása előtt, berendelték a második évadát. 2021. május 17-én megújították egy harmadik évadra, de az előző évadokkal ellentétben, ez az évad csupán három 44 perces különkiadást tartalmazott, melyek a sorozat befejező részei voltak.
Magyarországon eredetileg 2021. január 2-tól indult volna a Disney Csatornán, de később törölték a premiert, és kizárólag a Disney+ felületén mutatták be 2022. június 14-én. Ennek legfőbb oka, hogy a sorozat nyíltan foglalkozik LMBT szereplőkkel, ami miatt több európai országban is cenzúrázták.

## Ismertető
A sorozat története Luz Noceda kalandjait követi nyomon, aki egy magabiztos és bátor tinilány. Egy napon véletlenül átsétál egy kapun, ami egy különleges világba viszi őt: a boszorkányok és démonok világába. Luz a Fortyogó szigetek nevű helyen elhatározza, hogy beteljesíti azon álmát, hogy ő maga is boszorkány lesz, annak ellenére, hogy nem rendelkezik semmilyen mágikus képességgel. Tanítványául szegődik Edának, a szigetek leghatalmasabb boszorkányának, és összebarátkozik imádni való lakótársával, a démonok önjelölt királyával. Velük együtt fantasztikus kalandokat él át a Bagolyházban, és miközben sokat tanul erről az új világról, új családra is talál szokatlan környezetében.

## Szereposztás

### Főszereplők
| Szereplő       | Eredeti hang                                                              | Magyar hang                               |
| -------------- | ------------------------------------------------------------------------- | ----------------------------------------- |
| Luz Noceda     | Sarah-Nicole Robles                                                       | Hermann Lilla                             |
| Eda Clawthorne | Wendie Malick Dee Bradley Baker (szörnyként) Natalie Palamides (fiatalon) | Farkasinszky Edit Györke Laura (fiatalon) |
| King           | Alex Hirsch Dana Terrace (gyerekként)                                     | Hamvas Dániel                             |
| Hooty          | Alex Hirsch                                                               | Seder Gábor                               |

### Mellékszereplők
| Szereplő                         | Eredeti hang                                                            | Magyar hang                                          |
| -------------------------------- | ----------------------------------------------------------------------- | ---------------------------------------------------- |
| Willow Park                      | Tati Gabrielle                                                          | Pekár Adrienn                                        |
| Gus Porter                       | Issac Ryan Brown                                                        | Maszlag Bálint (1. évad) Kretz Boldizsár (2-3. évad) |
| Amity Blight                     | Mae Whitman                                                             | Gulás Fanni                                          |
| Hieronymus Bump                  | Bumper Robinson                                                         | Németh Gábor                                         |
| Lilith Clawthorne                | Cissy Jones Dee Bradley Baker (szörnyként) Abigail Zoe Lewis (fiatalon) | Bertalan Ágnes Kobela Kíra (fiatalon)                |
| Belos császár / Philip Wittebane | Matthew Rhys (Belosként) Alex Lawther (Philipként)                      | Háda János (Belosként) Joó Gábor (Philipként)        |
| Hunter                           | Zeno Robinson                                                           | Gacsal Ádám                                          |
| Kikimora                         | Mela Lee                                                                | Sipos Eszter Anna                                    |
| A Gyűjtő                         | Fryda Wolff                                                             | Nagy Gereben                                         |
| Emira Blight                     | Erica Lindbeck                                                          | Nemes Takách Kata                                    |
| Edric Blight                     | Ryan O'Flanagan                                                         | Szalay Csongor (1. évad) Baráth István (2-3. évad)   |
| Camilia Noceda                   | Elizabeth Grullon                                                       | Solecki Janka                                        |
| Boscha                           | Eden Riegel                                                             | Csifó Dorina                                         |
| Skara                            | Kimberly Brooks                                                         | Károlyi Lili                                         |
| Mattholomule                     | Jorge Diaz                                                              | Penke Bence                                          |
| Raine Whispers                   | Avi Roque                                                               | Kocsis Mariann                                       |
| Alador Blight                    | Jim Pirri                                                               | Fesztbaum Béla                                       |
| Odalia Blight                    | Rachael MacFarlane                                                      | Zakariás Éva                                         |

### Egyéb szereplők
| Szereplő             | Eredeti hang             | Magyar hang           |
| -------------------- | ------------------------ | --------------------- |
| Förtelmes professzor | JB Blanc                 | Kajtár Róbert         |
| Viney                | Ally Maki                | Mayer Szonja          |
| Jerbo                | Noah Galvin              | Bogdán Gergő          |
| Harag igazgató       | Roger Craig Smith        | Maday Gábor           |
| Jacob Hopkins        | Roger Craig Smith        | Fekete Zoltán         |
| Pici Orr             | Dana Terrace             | Laudon Andrea         |
| Denevérkirálynő      | Isabella Rossellini      | Törtei Tünde          |
| Tibbles              | Parvesh Cheena           | Elek Ferenc           |
| Patch                | Kevin Michael Richardson | Varga Rókus           |
| Tarak                | Kevin Michael Richardson | Dézsy Szabó Gábor     |
| Adegast              | Robin Atkin Downes       | Bácskai János         |
| Malphas              | Fred Tatasciore          | Bácskai János         |
| Dottie               | Cissy Jones              | Halász Aranka         |
| Piniet               | André Sogliuzzo          | Gubányi György István |
| Nagy Baziliszkusz    | April Stewart            | Ősi Ildikó            |
| Wartlop              | Gary Anthony Williams    | Pálfai Péter          |
| Perry Porter         | Gary Anthony Williams    | Papucsek Vilmos       |
| Gwendolyn Clawthorne | Deb Doetezer             | Zsurzs Kati           |
| Dell Clawthorne      | Peter Gallagher          | Szokol Péter          |
| Kereskedő            | Jake Green               | Szokol Péter          |
| Morton               | Shannon McKain           | Penke Bence           |
| Salty kapitány       | Steve Blum               | Faragó András         |
| Gilbert Park         | Matt Chapman             | Faragó András         |
| Harvey Park          | Eric Bauza               | Kapácsy Miklós        |
| Angmar               | Harvey Guillén           | Pál Dániel Máté       |
| Braxas               | Kevin Locarro            | Orosz Ákos            |
| Derwin               | Zeno Robinson            | Kisfalusi Lehel       |
| Bria                 | Felicia Day              | Györke Laura          |
| Gavin                | Nik Dodani               | Czető Roland          |
| Amber                | Kari Wahlgren            | Molnár Ilona          |
| Darius               | Keston John              | Pál Tamás             |
| Terra Snapdragon     | Debra Wilson             | Kiss Erika            |
| Adrian Graye         | Noshir Dalal             | Haagen Imre           |

## Évadösszegzés

### Első évad
Luz Noceda az édesanyja kívánságára kénytelen egy realista szellemiségű nevelőtáborban tölteni a nyári szünetet, mivel túlzottan élénk fantáziája folyamatosan bajba sodorja őt az iskolában. Miközben a buszra vár, egy bagoly elragadja a kedvenc könyvét, ezért követi őt egy elhagyatott házig. Amikor átsétál a ház ajtaján, egy másik világba csöppen: egy boszorkányokkal és démonokkal hemzsegő világba, azon belül is egy olyan szigetre, amit egy elesett Titán rothadó csontváza alkot. Itt ismerkedik meg Edával, egy rakoncátlan boszorkánnyal, aki egy körözött bűnöző a Fortyogó szigeteken. Luz hamar barátságot köt vele, főleg, mivel Eda is egy hozzá hasonló, kirekesztett különc, ezért arra kéri, hadd maradjon nála, hogy boszorkánynak tanulhasson. Az eleinte visszakozó Eda végül megengedi neki. Luz beköltözik Eda otthonába, a Bagolyházba, és miközben az édesanyjának azt mondja, hogy a táborban van, Eda tanítványaként megkezdi a boszorkányképzést, annak ellenére, hogy veleszületett mágikus képességei egyáltalán nincsenek.
Az évad során Luz körül több kisebb cselekményszál bontakozik ki. Az egyik ilyen taglalja azokat a kalandokat, amiket Eda lakótársával, Kinggel él át, aki a démonok hajdani királyának vallja magát, és szeretné visszaszerezni régi dicsőségét. A másik szálon Luz, kisebb bonyodalmak árán, felvételt nyer a helyi boszorkányakadémiára, a Hexside-ba, ahol lehetősége adódik eltanulni a varázslás különböző módszereit, és megismerni a szigetek történelmét. Felfedezi, hogy ő maga is képes varázsolni, hogyha különböző rúnákat rajzol, amik a formájuktól függően képesek megidézni fényt, jeget és tüzet. A boszorkánysuliban igaz barátokra is szert tesz, megismeri Willowt és Gust, illetve Amityt, a suli sztártanulóját, aki eleinte ellenségesen bánik vele, de kettejük között később mély érzelmek alakulnak ki. Luz nagy dilemmaként éli meg, hogy titkolja az édesanyja elől a boszorkányképzését, mégis úgy gondolja, így megvédheti őt a fájdalmas igazságtól. Mit sem tud róla, hogy egy titokzatos hasonmás átvette a helyét az embervilágban, és ő ment helyette a táborba.
A másik fontos cselekmény Eda köré épül. Róla kiderül, hogy fiatalkorában megátkozták, melynek értelmében minden éjjel átalakul egy vérszomjas bagolyszörnnyé. Ezt csakis egy különleges varázsszerrel tudja hatástalanítani, ám az évad során a szer folyamatosan veszít a hatóanyagából, minél inkább felerősödik az átok. A szigetek törvényei szerint minden boszorkánynak csatlakoznia kell egy szövetkezethez, és hátralévő életében csak olyan varázslatokat végezhet, amit a szövetkezet megenged. Eda sohasem csatlakozott szövetkezethez, ennél fogva a szigetek uralkodója, Belos császár az elfogását követeli, mellyel nem mást, mint Eda nővérét, Lilith-et bízza meg. Lilith a császári szövetkezet vezetője, az egyetlen szövetkezeté, amely bármiféle varázslatot nyíltan végezhet, ezért azt akarja, hogy Eda is a tagja legyen, remélve, hogy a császár jutalmul megszabadítaná őt az átkától. Miután többszöri meggyőzéssel sem tudja rávenni Edát a csatlakozásra, végül erőszak árán fogja el; eme konfrontációjuk során arra is fény derül, hogy maga Lilith volt az, aki megátkozta Edát. Belos császár elrendeli, hogy Edát kőszoborrá változtassák a bűneiért, egyúttal felfedi, hogy a valódi érdekeltsége Eda elfogásában a Luzzal való kapcsolata volt: meg akarja szerezni az átjárót, ami az emberek világába nyílik.
Luz mentőakciót indít Eda kiszabadítására, amelyben segítségére lesz a bűnbánó Lilith is, aki elpártol a császártól. Elismeri, hogy Eda megátkozása hatalmas hiba volt, és csak azért tette, hogy biztosítsa magának a császári szövetkezetbe való bejutást, amiért fiatalon meg kellett volna küzdenie Edával. Ugyan Edát sikerül megmenteniük a kővé változtatástól, az események során Luz arra kényszerül, hogy elpusztítsa az átjárót, hogy ne kerüljön a császár kezébe. Lilith egy varázsigével megosztja az átkot Eda és saját maga között, ám emiatt mindketten elveszítik a varázserejüket. Az utolsó epizód végén Luz egy videóüzenetben végre felfedi az igazságot az édesanyjának a hollétéről, és megígéri, hogy talál majd másik módot a hazajutásra. Belos császár ezalatt felhasználja az átjáró maradványait, hogy egy kétszer nagyobbat építsen belőle. Mindez része a szigetekkel kapcsolatos nagy tervének, melyet úgy hív, "Az egység napja"...

### Második évad
Luz új átjárót akar építeni, ezért megpróbál minél többet megtudni az eredeti keletkezéséről. Kideríti, hogy az átjárót egy Philip Wittebane nevű ember készítette, aki évszázadokkal ezelőtt élt a szigeteken. Az ő naplójából tájékozódva Luz összegyűjti az elkészítéshez szükséges hozzávalókat, köztük a rendkívül erős és ritka titánvért. Az új átjáró azonban nem éri el a kívánt hatást, mindössze arra alkalmas, hogy Luz lássa az embervilágot. Felfedezi, hogy van egy hasonmása, aki valójában egy alakváltó baziliszkusz, és a démonvilágból származik: azon a napon, amikor Luz átjött az átjárón, ő épp elmenekült a szigetekről, és Luz alakját magára öltve  átvette a helyét. Luz barátságot köt a lénnyel, és miután elmagyarázza az édesanyjának a helyzetet, ő megengedi, hogy a lény vele maradjon. Luz megpróbálja a démonvilágban szerzett élményeit is elmesélni az anyjának, ám mindez nézeteltérést okoz kettejük között, amit Luz úgy értelmez, hogy az anyja sosem fogadná el őt önmagaként.
A hazajutás problémája mellett Luzt komolyan aggasztja az egység napjának közeledte is, ami a szigetek minden lakójának sorsára hatással van. Belos császár szerint az esemény egyesítené őket a Titánnal és megszabadítaná őket a "vad mágia" veszélyeitől, de valójában egész másról szól. Luz rájön, hogy Belos császár maga Philip Wittebane, aki egy 17. századi boszorkányvadász, és a teljes boszorkányfaj elpusztítására törekszik. A szövetkezetekbe terelt boszorkányoktól képes elszívni a varázserejüket, az egység napján pedig ezt az egész szigetre kiterjesztené a közelgő holdfogyatkozás segítségével. Philip az ezzel kapcsolatos tudását, valamint a meghosszabbított életét egy rejtélyes lénynek köszönheti, akit ő úgy nevez, "A Gyűjtő"; egy isteni hatalommal bíró entitás, aki a Titán csontjai alatt senyved bezárva, és a segítségéért cserébe a szabadságát követeli Philiptől. Ennek megakadályozására a Bagolyház lakói megpróbálnak minél több szövetségest szerezni maguk mellé. A Hexside tanulói és tanárai segítséget nyújtanak nekik, csakúgy mint a kilenc főszövetkezet néhány vezetője, köztük Eda gyerekkori barátja, Raine Whispers. Eda megtanulja irányítani az átkát, így akarata szerint képes lesz átváltozni egy hárpiaszerű lénnyé. Emellett, varázserő híján, eltanulja a rúnákkal való varázslás módszerét, amit Luzzal együtt sikerül a maximumra fejleszteniük.
King megtudja, hogy sosem volt a démonok királya. Nyolc évvel ezelőtt Eda egy távoli szigeten talált rá, és mivel kölyökkorában folyton azt játszotta, hogy ő a "démonok királya", Eda meghagyta ebben a hitben, hogy boldoggá tegye. Miután megbékél ezzel a ténnyel, King nyomozni kezd a valódi származása után. Kideríti, hogy igazából nem is démon, hanem egy titán, méghozzá a Fortyogó szigeteket alkotó Titán fia. Évezredekkel ezelőtt az édesapja a Gyűjtővel szembeni csatározás során életét vesztette azután, hogy bezárta a lényt egy kétdimenziós börtönbe, Kinget pedig még tojáskorában elrejtette, hogy a Gyűjtő sohase találhasson rá.
Az egység napjának elérkeztével Philip visszavonja a Gyűjtőnek tett ígéretét arról, hogy kiszabadítja, és az újjáépített átjárón keresztül el akarja hagyni a szigeteket. Felajánlja Luznak, hogy magával viszi őt, ha cserébe a modern kori kalauza lesz az embervilágban, de Luz nem fogadja el az ajánlatot. King rájön, hogy egyedül a Gyűjtő képes leállítani a holdfogyatkozással járó mágiaelszívást, ezért úgy dönt, kiszabadítja őt. Bár a Gyűjtő egyetlen ujjvonással elmozdítja Holdat és ugyanilyen könnyen elpusztítja Philipet is, az ereje túlságosan veszélyesnek bizonyul. King a saját titánerejét arra használja, hogy biztonságba juttassa Luzt és a barátait: egyetlen lökéssel átküldi őket az embervilágba, mielőtt az átjáró végleg megsemmisül.
Az utolsó epizód végén Luz végre hazatér az otthonába, Willow, Gus és Amity társaságában. Velük van Hunter is, Belos császár korábbi jobbkeze, illetve a tudtukon kívül egy aprócska darab Philip maradványaiból szintén követte őket...

### Harmadik évad
Luz és barátai hónapokat töltenek az embervilágban, miközben próbálnak visszajutni a démonvilágba. Tudomásukra jut Luz szülővárosának egyik régi legendája a Wittebane-testvérekről, akik hírhedt boszorkányvadászok voltak, mígnem az idősebb testvér, Caleb találkozott egy valódi boszorkánnyal, beleszeretett és megszökött vele a démonvilágba. A legenda szerint utazásaikhoz titánvért használtak, amiből hátrahagytak egy keveset a városi temetőben. Luzék felkeresik a temetőt és meg is találják a vért egy fiolában, csakhogy Philip ellopja előlük. Philip, aki titokban birtokba vette Hunter testét, hogy a maradék erejével életben tudjon maradni, a titánvér felhasználásával visszatér a démonvilágba, hogy eredeti terve szerint elpusztítson minden boszorkányt. Luz és barátai a nyomába szegődnek, illetve velük tart Luz édesanyja, Camilia is.
Az évad során Luz és Camilia végre rendezik bonyolult kapcsolatukat: Camilia bevallja, hogy a saját negatív gyerekkori élményei miatt akarta, hogy Luz kevésbé legyen excentrikus, Luz pedig végre őszintén megosztja az édesanyjával az érzéseit és a vágyait. Hunter hasonló érzelmi fejlődésen megy keresztül, miután megbékél azzal, hogy ő Caleb klónja, akit Philip a testvére pótlására hozott létre. Ráébred, hogy saját életet szeretne magának, amiben saját céljai és döntései vannak, így szó szerint és képletesen is megszabadul Philip irányítása alól, aki végül elhagyja a testét.
A démonvilágban a Gyűjtő időközben átvette az uralmat a Fortyogó szigetek felett, és a lakosokat élettelen bábukká változtatta, hogy a saját szórakoztatására "játsszon" velük. King az egyetlen, akit megkímélt, mivel barátjaként tekint rá, amiért kiszabadította. King nem akarja bántani a Gyűjtőt gyermeki természete és naivitása miatt, ezért Luz segítségével megpróbál a lelkére hatni. A Gyűjtő beismeri, hogy miután egész életében mindenki csak becsapta (köztük a saját fajtársai is, akik rávették, hogy küzdjön meg a Titánnal), azt akarta, hogy legyen valakije, akiben megbízhat. Belos közben azt tervezi, hogy megszállja a Titán halott testét, és a csontvázának feltámasztásával elpusztítja a szigeteket. Luz egymagaként megkísérel szembeszállni vele, de Belos kioltja az életét; Luz lelke így átkerül egy különös dimenzióba, ahol találkozik King édesapjának szellemével. Ő ideiglenesen felvértezi Luzt a varázserejével, hogy visszatérhessen az élők közé, és megállítsa Belost. A terv sikerrel jár, az események hevében Belos elveszti minden erejét, és fortyogó nyálka formájában semmivé lesz. A Gyűjtő visszaváltoztatja a lakosokat eredeti alakjukba, így mindenki hatalmas boldogságban egyesül a szeretteivel.
Luz rájön, hogy most, hogy a szigeteken  helyreállt a béke, a Titán lelke pedig eltávozott, ezáltal a rúnákkal való varázslás sem lehetséges többé, ideje, hogy ő is új fejezetet nyisson az életében. Visszatér az embervilágba, hogy tanuljon és fejlődjön, ám egy új átjárón keresztül továbbra is látogathatja az itteni barátait.
Négy évvel később, miután leérettségizett, felvételt nyer a Vad Mágia Egyetemre, így Camilia támogatásával végleg átköltözik a démonvilágba. Az ottaniak egy hatalmas üdvözlőbulival ünneplik a visszatérését. Az utolsó jelenetben Luz köszönetet mond a barátainak, főleg Edának és Kingnek, mindazért, amit érte tettek, mielőtt a szereplők, áttörve a negyedik falat, elbúcsúznak a nézőktől.

## Évados áttekintés
| Évad | Évad | Epizódok | Eredeti sugárzás  | Eredeti sugárzás    | Magyar sugárzás  | Magyar sugárzás   |
| Évad | Évad | Epizódok | Évadpremier       | Évadfinálé          | Évadpremier      | Évadfinálé        |
| ---- | ---- | -------- | ----------------- | ------------------- | ---------------- | ----------------- |
|      | 1    | 19       | 2020. január 10.  | 2020. augusztus 29. | 2022. június 14. | 2022. június 14.  |
|      | 2    | 21       | 2021. június 12.  | 2022. május 28.     | 2022. június 14. | 2022. október 27. |
|      | 3    | 3        | 2022. október 15. | 2023. április 8.    | 2024. május 1.   | 2024. május 1.    |